# Abraxas illuminata
Abraxas illuminata, en chino tradicional, 關子嶺金星尺蛾, es una especie de polilla de la familia Geometridae, descrita por primera vez por William Warren en 1894.
La especie se distribuye en Sikkim y Darjeeling, así como en el oeste de China y la isla de Taiwán.

## Descripción
Es una polilla mediana, con una envergadura de aproximadamente 47 mm. La cabeza y el cuerpo son de color amarillo oscuro salpicados de numerosas manchas negras.

### Alas
Las alas anteriores son anchas, con una base blanca y manchas de color amarillo oscuro desde la base hasta la subbase. Como las especies de su género, cuenta con manchas prominentes en sus alas, la mancha basal y la mancha anal son grandes y difusas pero esta última no se ensancha en el margen interno de las alas posteriores. Cuenta con una serie de manchas costales, a menudo confluentes en manchas irregulares y una mancha gris irregular en el extremo de la celda en la que el discocelular generalmente queda en blanco. El margen posterior es gris oscuro, con manchas aún más oscuras. El ápice cuenta con una gran cantidad de pequeñas manchas grises. Las alas posteriores se ven con una doble fila irregular de manchas. Su margen posterior cuenta con una serie de lúnulas grises subcontiguas, una mancha costal gris y una pequeña mancha en el margen interno.

### Orugas

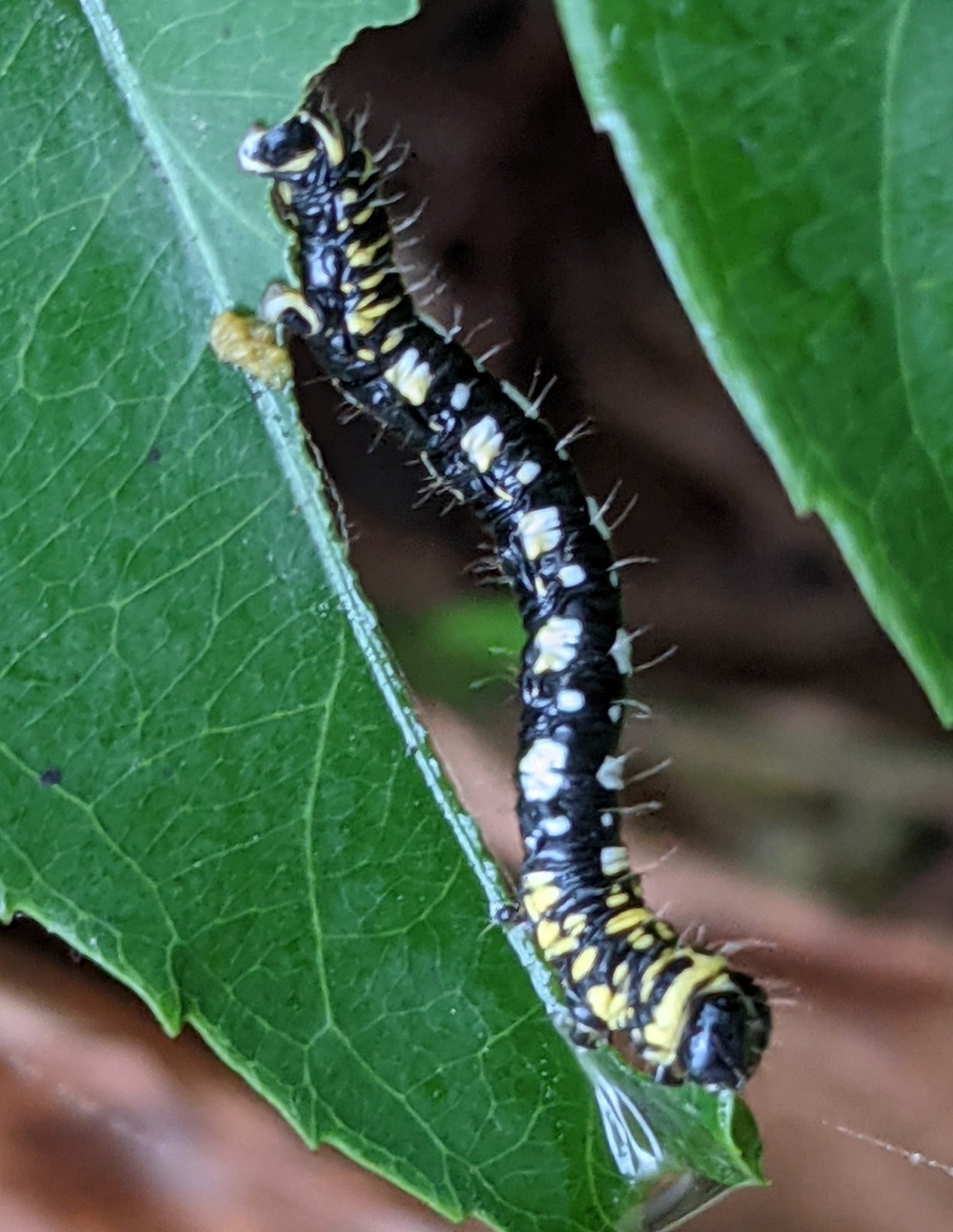
Oruga de A illuminata

Las larvas son negras, los segmentos abdominales 2 a 5 tienen una mancha blanca grande y dos muy pequeñas en el costado del abdomen. Se ha registrado que las larvas se alimentan de Celastrus hindsii.

### Especies similares
Pertenece al grupo de especies Abraxas sylvata, con un gran parecido a la especie Abraxas plumbeata. Esta especie se asemeja a la polilla Abraxas adilluminata en apariencia y su identificación suele requerir una disección genital para confirmarla. Es similar a A. subjecta, pero carece del anillo negro al final de la celda central del ala.